# Феминизам једнакости
Феминизам једнакости (енгл. Equality feminism) феминистички је правац који инсистира на сличностима између мушког и женског пола и чији је крајњи циљ равноправност полова у свим сферама живота. Под тиме се подразумева економска и политичка равноправност, равноправност на радном месту, слобода од опресивних родних стереотипа и постизање родно неутралног погледа на свет.
Феминистичка теорија тежи ка томе да промовише статус жене као једнаке и равноправне мушкарцу. Следбеници феминизма једнакости не поричу да су мушкарци и жене биолошки и анатомски различити, али сматрају да је на психолошком нивоу људска природа андрогина тј. родно неутрална. Они сматрају да мушкарци и жене имају једнаку способност размишљања, остваривања циљева и постизања успеха, како у породичном дому, тако и на радном месту.
Ово је била доминантна струја феминизма након објављивања дела „Одбрана права жена“ (енгл. A Vindication of the Rights of Women) Мери Вулстонкрафт 1792. године. Вулстонкрафтова је изнела став да жене по својој природи нису инфериорне мушкарцима и да се једнакост полова манифестује кроз једнако право на образовање и запослење. Касније су се као најзначајније следбенице овог правца феминизма истакле Симон де Бовоар, лидерке Конвенције у Сенека Фолсу, Елизабет Кејди Стантон, Лукреција Мот, Сузан Б. Ентони, Бети Фридан и Глорија Стајнем.
Иако је феминизам једнакости био доминантан током 19. и 20. века, осамедесетих и деведесетих година 20. века почела је да се развија супротна идеологија позната под називом феминизам различитости, чији је фокус на суштинским разликама између мушкараца и жена. Присталице овог правца феминизма сматрају да жене треба да славе своју женственост, а фокус је на традиционалним особинама, као што су емпатија, неговање и брига.